# Јуја Кубо
Јуја Кубо (јап. 久保 裕也; 24. децембар 1993) јапански је фудбалер.

## Каријера
Током каријере је играо за Кјото Санга, Јанг бојс, Гент и Нирнберг.

## Репрезентација
За репрезентацију Јапана дебитовао је 2016. године. За тај тим је одиграо 13 утакмица и постигао 2 гола.

## Статистика
| Јапан  | Јапан   | Јапан  |
| Година | Наступи | Голови |
| ------ | ------- | ------ |
| 2016.  | 2       | 0      |
| 2017.  | 9       | 2      |
| 2018.  | 2       | 0      |
| Укупно | 13      | 2      |